# آیگوئیل دو لا تسا
آیگوئیل دو لا تسا (به لاتین: Aiguille de la Tsa) یک کوه در سوئیس است که در کانتون وله واقع شده‌است. آیگوئیل دو لا تسا ۳٬۶۶۸ متر بالاتر از سطح دریا واقع شده‌است.